# وزير الدولة للشؤون الأوروبية (أيرلندا)
وزير الدولة للشؤون الأوروبية (بالإنجليزيَّة: The Minister of State for European Affairs) هو منصب وزاري صغير في وزارة الخارجية الإيرلنديَّة مع مسؤولية خاصة للشؤون الأوروبية. يعمل الوزير مع رئيس الوزراء ووزير الخارجية. ومع ذلك، فإن الوزير لا يحمل الرتبة الوزارية.
صاحبة المنصب الحالي هي جينيفر كارول ماكنيل، نائب دييل، والتي تم تعيينها في أبريل 2024.